# Ralph Basset, 3. Baron Basset of Drayton

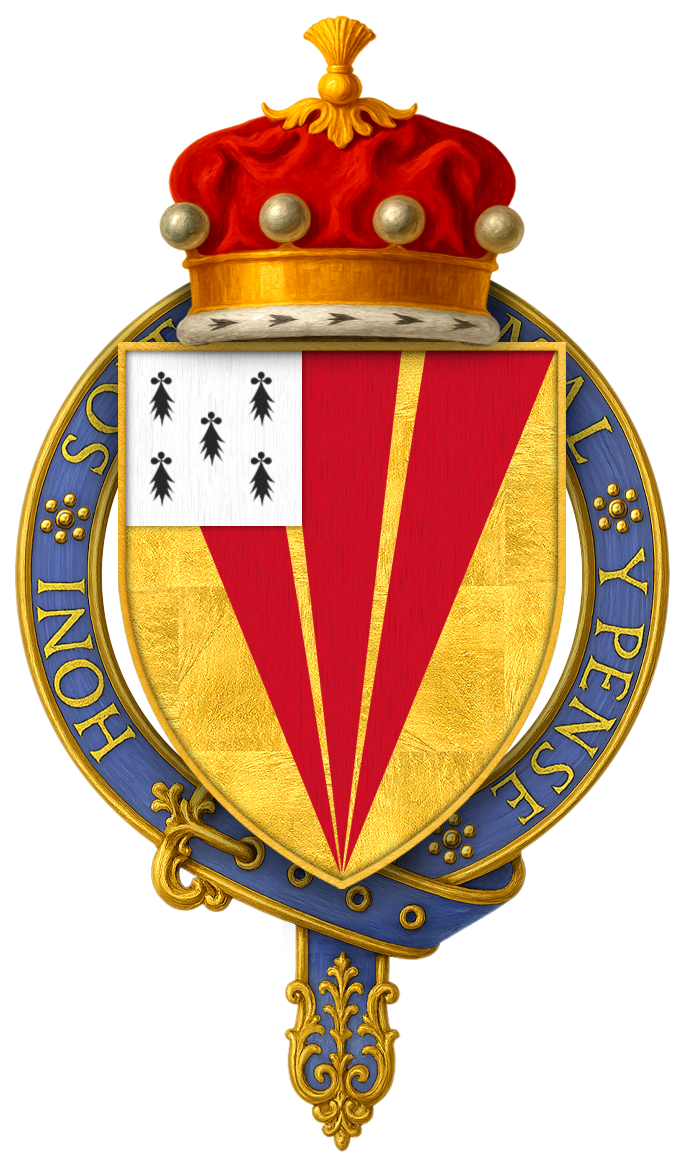
Wappen des Ralph Basset, 3. Baron Basset of Drayton

Ralph Basset, 3. Baron Basset of Drayton (* um 1335; † 10. Mai 1390) war ein englischer Adliger und Militär. 

## Herkunft
Er war der einzige Sohn von Ralph Basset, Sohn des Ralph Basset, 2. Baron Basset of Drayton, und Alice Audley, Tochter des Nicholas Audley, 2. Baron Audley of Heleigh. Da sein Vater bereits um 1335 gestorben war, erbte er beim Tod seines Großvaters, 1343, dessen Adelstitel als Baron Basset of Drayton.
Während des Hundertjährigen Krieges nahm er 1355, 1356, 1359, 1365 und 1368 an den Feldzügen in Frankreich teil. In Anerkennung seiner Leistungen wurde er 1368 als Knight Companion in den Hosenbandorden aufgenommen. 1385 nahm er am Feldzug des John of Gaunt nach Spanien teil.
1338 heiratete er in erster Ehe Joan de Beauchamp, Tochter des Thomas de Beauchamp, 11. Earl of Warwick, und der Katherine Mortimer. Die Ehe blieb kinderlos. Spätestens 1385 heiratete er in zweiter Ehe Jeanne de Bretagne (1341–1402), die Tochter des Herzogs Johann IV. von Bretagne und der Johanna von Flandern. Mit ihr hatte er womöglich eine Tochter, die aber kinderlos blieb und vor ihm starb.
Er starb 1390 und wurde in der Kathedrale von Lichfield in Staffordshire bestattet. Da er keine Nachkommen hinterließ, fiel sein Adelstitel in Abeyance zwischen den Erben seiner beiden Großtanten.